# Чаркув (Гливицький повіт)
Чаркув (пол. Czarków) — село в Польщі, у гміні Вельовесь Гливицького повіту Сілезького воєводства.
Населення — 212 осіб (2011).
У 1975—1998 роках село належало до Катовицького воєводства.

## Демографія
Демографічна структура станом на 31 березня 2011 року:
|          | Загалом | Допрацездатний вік | Працездатний вік | Постпрацездатний вік |
| -------- | ------- | ------------------ | ---------------- | -------------------- |
| Чоловіки | 108     | 17                 | 77               | 14                   |
| Жінки    | 104     | 12                 | 64               | 28                   |
| Разом    | 212     | 29                 | 141              | 42                   |